# Poraniomorpha tumida
Poraniomorpha tumida is een zeester uit de familie Poraniidae.
De wetenschappelijke naam van de soort werd in 1878 gepubliceerd door Stuxberg.